# Chaetonotus maximus
Chaetonotus maximus är en djurart som tillhör fylumet bukhårsdjur, och som beskrevs av Ehrenberg 1831. Chaetonotus maximus ingår i släktet Chaetonotus och familjen Chaetonotidae. Arten är reproducerande i Sverige. Inga underarter finns listade i Catalogue of Life.